# Бамусо
Бамусо — селище на півдні Південно-Західної провінції Камеруну.

## Географія
Розташоване на березі затоки Біафра на північний захід від гори Камерун.

### Клімат
Селище знаходиться у зоні, котра характеризується мусонним кліматом. Найтепліший місяць — лютий із середньою температурою 27.3 °C (81.1 °F). Найхолодніший місяць — серпень, із середньою температурою 24.5 °С (76.1 °F).
| Клімат Бамусо           | Клімат Бамусо | Клімат Бамусо | Клімат Бамусо | Клімат Бамусо | Клімат Бамусо | Клімат Бамусо | Клімат Бамусо | Клімат Бамусо | Клімат Бамусо | Клімат Бамусо | Клімат Бамусо | Клімат Бамусо | Клімат Бамусо |
| Показник                | Січ.          | Лют.          | Бер.          | Квіт.         | Трав.         | Черв.         | Лип.          | Серп.         | Вер.          | Жовт.         | Лист.         | Груд.         | Рік           |
| Середня температура, °C | 26,3          | 27,3          | 27,2          | 26,9          | 26,4          | 25,6          | 24,6          | 24,5          | 25,1          | 25,5          | 26            | 26,1          | 26            |
| Норма опадів, мм        | 27.5          | 56.9          | 143.8         | 197.3         | 257           | 379.6         | 529.2         | 503.8         | 423.2         | 322.5         | 125.2         | 30.6          | 2996.6        |
| Днів з опадами          | 4,3           | 7,2           | 13,7          | 17            | 19,7          | 21,6          | 24,5          | 26,6          | 25,6          | 23,1          | 10,9          | 4,8           | 199           |
| Вологість повітря, %    | 77.5          | 75.9          | 78.6          | 80.3          | 82.3          | 84            | 85.9          | 86            | 84.8          | 84.3          | 83.3          | 80.5          | 82            |
| ----------------------- | ------------- | ------------- | ------------- | ------------- | ------------- | ------------- | ------------- | ------------- | ------------- | ------------- | ------------- | ------------- | ------------- |
| Джерело: Weatherbase    |               |               |               |               |               |               |               |               |               |               |               |               |               |